# Castillo-Palacio de los Marqueses de Villafranca
El castillo-palacio de los Marqueses de Villafranca del Bierzo o castillo de los Marqueses de Villafranca o Castillo de Los Condes de Peñarramiro se encuentra ubicado en el municipio de Villafranca del Bierzo, en la comarca de El Bierzo, provincia de León, Comunidad Autónoma de Castilla y León, España.
En 2015, en la aprobación por la Unesco de la ampliación del Camino de Santiago en España a «Caminos de Santiago de Compostela: Camino francés y Caminos del Norte de España», España envió como documentación un «Inventario Retrospectivo - Elementos Asociados» (Retrospective Inventory - Associated Components) en el que en el n.º 1869 figura el Palacio del Marqués de Villafranca.

## Historia
El castillo de los Marqueses de Villafranca se levanta sobre otro castillo que había construido anteriormente, conocido con el nombre "fuerza". Este castillo fue atacado y destruido en 1507 por el hijo ilegítimo de Pedro Álvarez Osorio, I conde de Lemos.

Abeis comenzado a labrar una fortaleza en la villa de Villafranca en un sitio antiguo en que solía aver cierta manera de fuerza.
Fragmento de antiguos legajos, año 1515

En 1515, la reina Juana I de Castilla concedió el permiso de reconstrucción a Pedro de Toledo o Pedro Álvarez de Toledo y Zúñiga, esposo de María Osorio Pimentel, II marquesa de Villafranca del Bierzo. Este reconstruyó el castillo para ser utilizado como lugar de residencia para el Marquesado de Villafranca del Bierzo.
El V marqués de Villafranca del Bierzo, Pedro Álvarez de Toledo Osorio, a partir de 1600 sometió su propiedad a una serie de remodelaciones. Así, transformó una edificación de tipo feudal en un importante palacio de estilo italianizante, ampliándolo e incorporando fuentes, pérgolas y hornacinas decoradas con esculturas.
En 1809, durante la Guerra de la Independencia, fue desmantelado y saqueado, durante la marcha de las tropas inglesas hacia la ciudad de Lugo. 
En 1815 y 1819, fue de nuevo saqueado e incendiado por parte de los ejércitos franceses.
Hoy día el castillo es propiedad de los Herederos de la pianista María Manuela Caro y Carvajal (1932-2017), primera pianista de la Orquesta Nacional, hija de Mariano Caro y del Arroyo IV conde de Peña Ramiro, que representa una rama menor de los marqueses de Villafranca del Bierzo; y esposa del famoso compositor y director de orquesta, Cristóbal Halffter (1930-2021).

## Descripción arquitectónica
El Castillo de los Marqueses de Villafranca tiene planta cuadrangular con cuatro torreones circulares en las esquinas, divididas en tres pisos de madera.
La torre del homenaje destaca por su elegancia y admirable situación. Es de planta circular y está coronada por un tejado de pizarra que es típico de esta zona. Fue realizada en buena mampostería.
Su puerta principal se encuentra realizada en ladrillo figurando sobre ella el escudo heráldico de don Fadrique Álvarez de Toledo Osorio, III marqués de Villafranca del Bierzo.